# 켄 제닝스

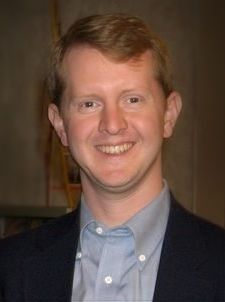

켄 제닝스(Ken Jennings, 본명: 케네스 웨인 제닝스 3세, 1974년 5월 23일 ~)는 미국의 게임쇼 진행자이자 전 참가자, 그리고 작가이다. 신디케이트 퀴즈쇼 제퍼디!(Jeopardy!)의 참가자로, 그리고 이후 진행자로 활동한 것으로 가장 잘 알려져 있다. 제닝스는 워싱턴주 에드먼즈에서 태어났지만 대한민국과 싱가포르에서 자랐다. 2004년 제퍼디!에 도전하기 전까지는 컴퓨터 프로그래머로 일했다. 첫 출전 당시 제닝스는 74연승을 거두며 미국 게임쇼 참가자 중 최고 수입을 기록한 기록을 세웠고(20년 이상 이 타이틀을 유지), 언론의 주목과 시청률에 큰 영향을 미쳤다.
그 후 제닝스는 작가로서 경력을 쌓아 자신의 경험을 바탕으로 여러 권의 베스트셀러를 통해 미국 퀴즈쇼의 역사와 문화를 탐구했다. 그는 또한 "교수"라는 별명을 가진 "더 체이스(The Chase)"를 포함한 다른 게임쇼에도 출연했고, 옴니버스 팟캐스트를 진행했다. 이후 제퍼디!로 돌아왔다. 2020년에는 프로듀서로 활동했고, 같은 해 진행자 알렉스 트리벡이 사망한 후 게스트 호스트로 활동했다. 그는 처음에는 배우 마임 바이알릭과 함께 풀타임 진행을 맡았지만, 2023년 단독 진행자가 되었다.
제닝스는 수많은 게임 쇼 기록을 보유하고 있다. 그는 미국에서 두 번째로 높은 수입을 올린 게임 쇼 참가자로, 다섯 개의 다른 프로그램에서 상금을 받았으며, 그중에는 제퍼디!에서 총 4,522,700달러를 획득한 사람도 있다. 그의 첫 출연은 최장 연승 기록으로, 첫 74일 동안 2,522,700달러를 획득했다. 그는 또한 게임당 평균 정답률 최고 기록을 보유하고 있다. 또한, 제닝스는 제퍼디! 역대 최고(2020)에서 1위를 차지했다.